# Isaios
Isaios eller Isæus, var en attisk talare från Chalkis omkring 350 f.Kr.
Enligt traditionen var han lärjunge till Isokrates och Demosthenes lärare. En kommenterad upplaga av hans tal utgavs av William Wyse 1904, större delen av Isaios tal är dock förlorade. 